# Молодой Фронт
«Молодо́й Фронт» (бел. Малады Фронт, МФ) — международное молодёжное движение белорусской молодёжи. Является молодёжной оппозиционной организацией Белоруссии.

## История
Молодой Фронт был основан в 1997 году, вобрав в себя организационно не оформленное движение независимой молодёжи, объединив в своих рядах десятки молодёжных инициатив и организаций. С того времени Молодой Фронт прошёл ряд степеней своего развития, эволюционировав с протестного движения 1996—1997 годов в правоцентристскую, согласно политической идеологии, организацию.
- I Съезд организации (6 сентября 1997 года) — Сопредседателями Молодого Фронта избраны Павел Северинец (Минск), Сергей Павленко (Гродно), Александр Асипцов (Могилёв)[11].
- II Съезд (10 февраля 1999 года) — Председателем движения избран Павел Северинец.
- III Съезд (1 июля 2000 года) — Павел Северинец переизбран Председателем движения; принята программа «Молодой Фронт перемен»; в идеологический фундамент молодёжного движения заложены христианские принципы и национальная идея
- IV Съезд (19 июня 2002 года) — Павел Северинец переизбран Председателем движения.
- V Съезд проводился в две сессии, 23 мая 2004 года и 23 января 2005 года — Сопредседателями Молодого Фронта были избраны Сергей Бахун и Дмитрий Дашкевич.
- VI Съезд (9 марта 2008 года) — принята обновлённая стратегия деятельности Молодого Фронта «Реформация Молодого Фронта», согласно которой Молодой Фронт вышел из состава ОДС. Съезд избрал Председателем организации Дмитрия Дашкевича.
- VII Съезд (30 января 2010 года) принял стратегию деятельности под названием «Новое поколение», переизбрал председателем МФ Дмитрия Дашкевича.
- VIII Съезд (26 октября 2013 года) принял резолюцию «Ценностный фундамент», выбрал Сопредседателями Молодого Фронта Дмитрия Дашкевича, Андрея Тенюту и Эдуарда Лобова[12].
- IX Съезд, происходил в две сессии 12 сентября[13] и 10 октября 2015[14], принял стратегию и план деятельности организации до конца года, утвердил состав Сейма, который получил статус ведущего органа организации.

## Цели и задачи
Целями Молодого Фронта являются объединение и воспитание молодёжи на почве белорусской национальной идеи, христианско-демократических принципов, построение гражданского сообщества на основах демократии и свободного рынка, содействие формированию духовно и физически сильного поколения.
Основными задачами Молодого Фронта являются: выявление и способствование реализации общественной и творческой инициативы среди молодёжи, агитационно-массовая деятельность по возрождению белорусской школы, культуры, языка, формированию у молодёжи ответственности за судьбу своего Отечества.

## Лидеры
Денис Урбанович — председатель Молодого Фронта.

## Деятельность
Молодой Фронт имеет в своих рядах около 1000—1500 активистов, объединённых в Областные и Районные Рады МФ. Высший орган — Съезд, который собирается не реже одного раза в два года. Между съездами организацией управляет Сойм и Управа Молодого Фронта.
Молодой Фронт входит в ряд политических молодёжных международных организаций, таких как European Democrat Students (EDS, по-русски: Европейские демократические студенты) и Youth of the European People’s Party (YEPP, рус. Молодёжь европейской народной партии), имеет партнёрские отношения с родственными организациями Украины, Швеции, Литвы, Польши и других стран.
С 1997 года «Молодой Фронт» развернул постоянную кампанию «Город наш!» (90 % белорусской молодёжи и 70 % населения живут в городах). В знаковые даты и накануне важных событий молодофронтовцы массово поднимают над крышами бело-красно-белые национальные флаги по всей Белоруссии. Акции «Город наш!», во время которых было вывешено более чем 1200 флагов, проходили практически во всех городах Белоруссии.
По итогам активной и успешной деятельности уже в 1999 году «Молодой Фронт» имеет рейтинг известности среди молодёжи — 10,8 %, уступая только провластным БПСМ (48,3 %) и БСМ (25 %).
В 2000 году, во время парламентских выборов, «Молодой Фронт» провёл кампанию бойкота под названием: «Вырабы» .
«Молодой Фронт» в предвыборной президентской кампании 2001 года выступил организатором Конгресса белорусской молодёжи, в котором приняло участие более чем 520 делегатов со всей Белоруссии, и инициировал подписание особого Соглашения между единственным кандидатом от оппозиции и молодёжи. Во время кампании президентских выборов 2001 года «Молодой Фронт» стал решающей силой в мобилизационной кампании «Выбирай!». За время избирательной гонки «Молодой Фронт» провёл свыше 1100 акций более чем в 120 городах Белоруссии.
24 сентября 2001 года «Молодой Фронт» организовал несение караула в районе Куропат, протестуя против проведения реконструкции Минской кольцевой автодороги, поскольку считал что новая трасса может пройти по местам захоронений. Более чем 120 активистов принимали участи в 8-месячной акции «Защита Куропат».
Согласно опросу, проведённому летом 2002 года белорусским еженедельником «Наша Нива», «Молодой Фронт» вошёл в пятёрку наиболее влиятельных политических сил Белоруссии — вместе с Администрацией президента, парламентом и двумя крупнейшими оппозиционными партиями. Деятельность «Молодого Фронта» оценили как очень эффективную и государственные и негосударственные эксперты.
Согласно сведениям Балтийской службы Института Гэллапа за октябрь 2002 года, рейтинг «Молодого Фронта» среди всего населения Белоруссии составил 6,3 %, а среди молодёжи 18—30 лет — 14 % — при том, что все политические партии имеют от 0,5 % до 5 % популярности, а «коэффициент страха» в обществе — очень высокий.
Члены «Молодого Фронта» принимали участие и побеждали в некоторых округах на выборах в местные Советы депутатов 2003 года, участвовали в выборах в Палату Представителей 2004 года. Основанный Молодым Фронтом блок «Молодая Беларусь» входил в Постоянный действующий совет демократических политических партий, а потом в Объединённые демократические силы.
Активисты «Молодой Беларуси» собрали более чем 40 тысяч подписей в свою поддержку и стали основной силой, которая противостояла проведению референдума 2004 года о внесении поправок в конституцию, снимающих ограничение на два президентских срока. «Молодой Фронт» организовал акцию протеста на Октябрьской площади, за которую один из лидеров «Молодого Фронта» и «Молодой Беларуси», Дмитрий Дашкевич, был арестован и осуждён на 10 суток административного ареста. Один из основателей «Молодого Фронта», лидер «Молодой Беларуси», Павел Северинец был осуждён на 3 года т. н. «химии» за организацию несанкционированных акций протеста в день проведения референдума и на следующий день после него.
Во время президентской кампании 2006 года «Молодой Фронт» был одним из организаторов акций протеста против фальсификации итогов голосования, а также «палаточного городка» на Октябрьской площади с 20 по 24 марта 2006 года.
В июне 2006 года молодофронтовцы, выступая против криминального преследования активистов своей организации, начали молодёжную голодовку, которая стала одной с самых длительных и самой массовой общественно-политической голодовкой. Длилась она 24 дня с участием больше 100 молодофронтовцев.
Ряд активистов и лидеров Молодого Фронта вошёл в Организационный комитет по созданию партии Белорусская христианская демократия.
В 2008 году молодофронтовцами была проведённая шеренга успешных общенациональных компаний. В рамках общественной компании «Белорусскую книгу — детям!» молодофронтовцы собрали несколько тысяч белорусскоязычных изданий, какие были переданы в детские дома Минска и других городов Белоруссии. Также на нужды детских домов и школ-интернатов пошли собранные вещи и деньги на Рождественском фестивале «Спешите делать добро!», в котором принимали участие известные музыканты, общественно-политические деятели.
С 7 ноября по 10 декабря 2008 года Молодой Фронт провёл компанию «Коммунизм под трибунал!», которая завершилась однодневным постом. В границах компании МФ организовал десятки антикоммунистических пикетов и информационных акций по всей Белоруссии, провёл широкое научно-общественное заседание под названием «Преступления коммунистической идеологии. Цифры и факты».
В 2008 году во время молодофронтовской кампании «МТС по-белорусски!», которую начал солигорский блогер, неравнодушные люди направили ряд бумажных и электронных писем в главный офис представительства компании МТС в Белоруссии. В ответ мобильный оператор создал белорусскоязычную версию сайта. Позже активисты передали в главный офис компании около 2,5 тысяч подписей за белорусизацию МТС. В итоге в трубках абонентов МТС появилась поддержка белорусского языка.
«Молодой Фронт» является лидером политического уличного сопротивления, организовывая десятки уличных акций ежегодно. Наиболее известная из их — традиционная акция на «День Святого Валентина». За времена своего существования организация провела десятки общенациональных общественно-политических кампаний, самые известные из которых: «Акция любви», «Город — наш!», «Беларусь в Европу!», «Вырабы», «Выбирай!», «Нет третьему сроку!», «Мы хотим нового!», «Бойкот 2008!», «Шоу Беларушчыны», «Коммунизм под трибунал!», «Белорусскую книгу — детям!», «Рождественский фестиваль».
На митинге 19 сентября 2016 года молодофронтовцы приняли решение о начале сбора подписей под обращение в Министерство культуры за придание бело-красно-белому флагу статуса нематериальной историко-культурной ценности. С целью запугать их милиция задержала лидера Молодого Фронта Д. В. Дашкевича перед акцией на 24 сентября, однако акция всё равно состоялась. После этого Дашкевич был отпущен. На многих участников акций по сбору подписей были составлены протоколы. 19 октября молодофронтовцы передали 1000 подписей в Министерство культуры. Однако никакого статуса бело-красно-белый флаг не получил, а участники митингов по сборам подписей получили штрафы.
В марте 2022 года, во время российского вторжения в Украину, глава организации Денис Урбанович вместе с шестью другими членами «Молодога Фронта» записался в белорусскую роту украинской территориальной обороны.

## Противостояние с белорусской властью
Начиная с 2000 года Молодой Фронт пять раз пробовал получить регистрацию в Министерстве юстиции Беларуси, но все пять раз ему было отказано в этом. Члены организации считают, что власти умышленно не регистрируют организацию, чтобы иметь рычаги давления на молодёжных активистов посредством антиконституционной статьи 193-1 Уголовного Кодекса РБ (участие в деятельности организации, не прошедшей регистрацию). В рамках кампании по сопротивлению криминальному преследованию за деятельность незарегистрированной организации, молодофронтовцы зарегистрировали свою организацию в Чехии, поданы документы на регистрацию в Литву, планируется получить официальный статус в Польше и на Украине.
Активисты Молодого Фронта регулярно участвуют в несанкционированных властями акциях, в ходе которых многие из них задерживаются милицией. Лидеры организации и её рядовые участники за свою деятельность подвергаются административному преследованию, самыми распространёнными видами которого является арест (до 25 суток) и штрафы. Некоторые из них были осуждены: самые знаменитые из их — это дела Алексея Шидловского, Вадима Лобковича, Павла Северинца, Павла Мажейки, Артура Финкевича, Дмитрия Дашкевича.
После президентской кампании 2006 года на лидеров «Молодого Фронта» Дмитрия Дашкевича, Сергея Лисиченка, Бориса Горецкого и Олега Корбана, были заведены уголовные дела по статье 193-1 (Организация или управление общественным объединением, религиозной организацией или политической партией, которые посягают на личность, права и обязанности граждан и не прошли государственную регистрацию). Согласно этому уголовному делу, 1 ноября 2006 года, лидер «Молодого Фронта», Дмитрий Дашкевич был осуждён на полтора года колонии общего режима.
В течение года по этой же статье были осуждены другие лидеры и активисты МФ — Иван Шило (Солигорск), Анастасия Положанка, Дмитрий Хведарук, Алексей Янушевский, Олег Корбан, Борис Горецкий (Минск), Анастасия Азарка (Несвиж), Ярослав Гришченя (Барановичи), Екатерина Соловьева (Полоцк), Эдвард Зеленков (Жлобин). Все они были наказаны штрафом либо предупреждением.
Также был возбуждён ряд уголовных дел согласно статье 193-1, которые не дошли до суда. Так, уголовное дело было заведено на активиста Жлобинского филиала МФ — Кирилла Атаманчика. Уголовные дела были возбуждены в Гомеле на Андрея Тенюту, в Светлогорске — на Арсения Егорченко. В Жодине уголовное дело была заведено сразу на нескольких молодофронтовцев — Сергея Гудилина, Евгения Волковца и Александра Черейку. Руководителя же жодинского филиала МФ, одного из лидеров движения — Павла Красовского — по подозрению в причастности к взрывам в Витебске и двух убийствах поместили в следственный изолятор. Через месяц Павел Красовский за полным отсутствием доказательств был освобожден.
Члены «Молодого Фронта» и белорусская общественность считают, что молодофронтовцы осуждены по политическим мотивам за свою оппозиционную власти деятельность. Организация провела акции солидарности с осуждёнными членами своей организации, а также попавшими под уголовное преследование. В знак солидарности с «Молодым Фронтом» в организацию вступили такие известные общественно-политические деятели, как Александр Милинкевич, Анатолий Лебедько. После освобождения почётным членом «Молодого Фронта» стал и Александр Козулин.
Благодаря сильной кампании солидарности с председателем «Молодого Фронта» Дмитрием Дашкевичем он был освобождён на полтора месяца раньше срока, данного судом первой инстанции. Отметив готовность «жертвовать личной свободой, здоровьем и даже жизнью во имя своих идеалов», еженедельник «Наша Нива» «Человеком года 2007» провозгласил «молодофронтовца». Как считают активисты «Молодого Фронта», всё это стало доказательством того, что белорусский режим потерпел поражение в своих попытках остановить деятельность молодёжного движения.
11 августа 2022 года МВД Беларуси признало «Молодой Фронт» экстремистским формированием; создание и участие в экстремистском формировании является уголовным преступлением по белорусским законам.